# Elaeocarpus polydactylus
Elaeocarpus polydactylus är en tvåhjärtbladig växtart som beskrevs av Schlechter. Elaeocarpus polydactylus ingår i släktet Elaeocarpus och familjen Elaeocarpaceae. Inga underarter finns listade i Catalogue of Life.